# مارك راندال
مارك راندال (بالإنجليزية: Mark Randall) لاعب كرة قدم إنجليزي يلعب حاليا لآرسنال.

## روابط خارجية
- مارك راندال على موقع قاعدة بيانات كرة القدم.إي يو (الإنجليزية)
- مارك راندال على موقع Soccerbase.com (لاعب) (الإنجليزية)
- مارك راندال على موقع Soccerway.com (الإنجليزية)
- مارك راندال على موقع عالم كرة القدم.نت (الإنجليزية)